# NEOS - La nouvelle Autriche et le Forum libéral
NEOS - La nouvelle Autriche et le Forum libéral (en allemand : NEOS – Das Neue Österreich und Liberales Forum) est un parti politique libéral autrichien. Il est souvent désigné simplement par l'expression NEOS.

## Histoire
Le parti, fondé officiellement en octobre 2012, a participé aux élections législatives de 2013, aux côtés du Forum libéral. Lors de ces élections NEOS a remporté 5,0 % des suffrages exprimés et neuf députés,
Le 25 janvier 2014, le Forum libéral a officiellement fusionné avec le NEOS, ce dernier changeant alors de nom pour NEOS - La nouvelle Autriche et le Forum libéral,.

## Positionnement politique
NEOS a été décrit comme un « parti classique du milieu » dans une analyse de science politique de 2016 par les scientifiques David Johann, Marcelo Jenny et Sylvia Kritzinger de l'Université de Vienne. Les auteurs de l'étude ont fait valoir que la position du parti au centre politique était principalement due au fait qu'il se situait entre les deux partis de longue date que sont l'ÖVP et Die Grünen, tant en ce qui concerne son programme que la façon dont son électorat se situe. Ainsi, par exemple, des chevauchements programmatiques ont été identifiés dans la politique économique et fiscale avec les positions de l'ÖVP et dans la politique sociale et éducative avec les Verts. Situé entre l'ÖVP et les Verts dans différents domaines politiques, ce parti « peut en effet être considéré comme représentant une classe moyenne moderne et libérale ».

## Dirigeants

### Présidents
- Matthias Strolz (2012-2018)
- Beate Meinl-Reisinger (depuis 2018)

### Autres membres notables
- Matthias Laurenz Gräff, représentant officiel de NEOS pour la Grèce (depuis 2024) et Chypre (depuis 2025)
- Angelika Mlinar, députée européenne (depuis 2014)
- Nini Tsiklauri, candidate aux élections européennes en 2019
- Arlette Zakarian, membre du comité directeur élargi de NEOS, porte-parole des Autrichiens de l'étranger

## Résultats électoraux

### Élections au Conseil national
| Année | Voix    | %   | Mandats  | Tête de liste         | Rang | Gouvernement |
| ----- | ------- | --- | -------- | --------------------- | ---- | ------------ |
| 2013  | 232 946 | 5,0 | 9 / 183  | Matthias Strolz       | 6e   | Opposition   |
| 2017  | 266 884 | 5,3 | 10 / 183 | Matthias Strolz       | 4e   | Opposition   |
| 2019  | 387 124 | 8,1 | 15 / 183 | Beate Meinl-Reisinger | 5e   | Opposition   |
| 2024  | 442 544 | 9,1 | 18 / 183 | Beate Meinl-Reisinger | 4e   | Stocker      |

### Élections européennes
| Année | %    | Mandats | Tête de liste       | Rang | Groupe |
| ----- | ---- | ------- | ------------------- | ---- | ------ |
| 2014  | 8,1  | 1 / 18  | Angelika Mlinar     | 5e   | ADLE   |
| 2019  | 8,4  | 1 / 18  | Claudia Gamon       | 5e   | RE     |
| 2024  | 10,1 | 2 / 20  | Helmut Brandstätter | 5e   | RE     |

### Élections régionales
| Année | Basse-Autriche (NÖ) | Burgenland (B) | Carinthie (K) | Haute-Autriche (OÖ) | Salzbourg (S) | Styrie (ST) | Tyrol (T) | Vienne (W) | Vorarlberg (V) |
| ----- | ------------------- | -------------- | ------------- | ------------------- | ------------- | ----------- | --------- | ---------- | -------------- |
| 2014  |                     |                |               |                     |               |             |           |            | 6,9% (2)       |
| 2015  | 2,3 (0)             | 3,5 (0)        | 2,6 (0)       | 6,2 (5)             |               |             |           |            | 6,9% (2)       |
| 2016  | 2,3 (0)             | 3,5 (0)        | 2,6 (0)       | 6,2 (5)             |               |             |           |            | 6,9% (2)       |
| 2017  | 2,3 (0)             | 3,5 (0)        | 2,6 (0)       | 6,2 (5)             |               |             |           |            | 6,9% (2)       |
| 2018  | 2,3 (0)             | 3,5 (0)        | 2,6 (0)       | 6,2 (5)             | 5,2 (3)       | 2,1 (0)     | 7,3 (3)   | 5,2 (2)    | 6,9% (2)       |
| 2019  | 2,3 (0)             | 3,5 (0)        | 2,7 (2)       | 6,2 (5)             | 5,2 (3)       | 2,1 (0)     | 7,3 (3)   | 5,2 (2)    | 8,5 (3)        |
| 2020  | 1,7 (0)             | 3,5 (0)        | 2,7 (2)       | 7,5 (8)             | 5,2 (3)       | 2,1 (0)     | 7,3 (3)   | 5,2 (2)    | 8,5 (3)        |